# Блохин, Юрий Михайлович
Ю́рий Миха́йлович Блохи́н (21 декабря 1934 года — 23 сентября 1982 года) — советский токарь, работник Савёловского Машиностроительного завода, Герой Социалистического Труда.

## Биография

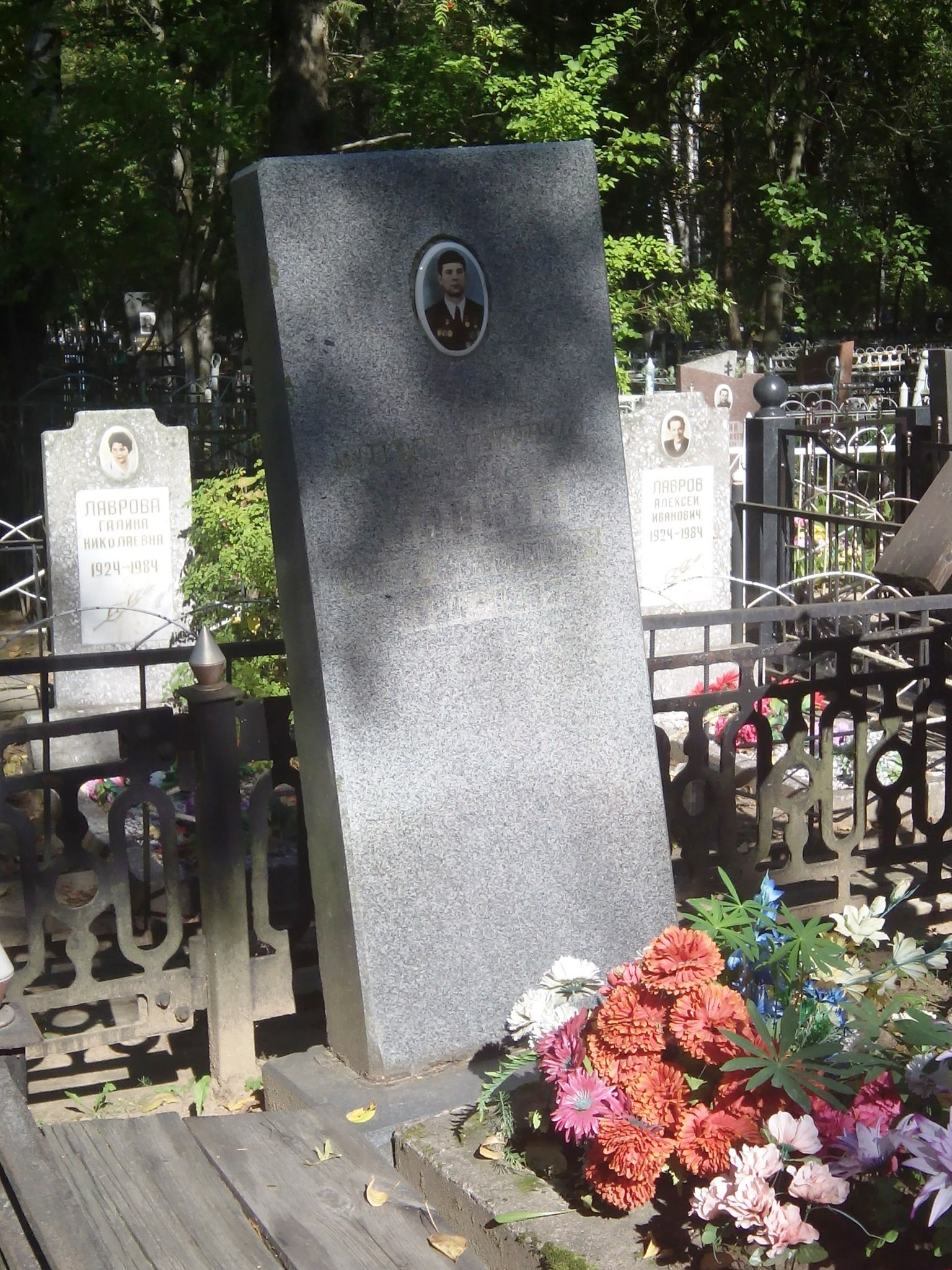
Могила Блохина на Центральном кладбище города Кимры Тверской области.

Родился в городе Калинин. В 1942 году на фронте погиб отец, в 1944 году — мать. В том же году отправляется на воспитание в Печетовский детский дом. В 1948—1950 гг. учился в Кимрском Ремесленном Училище. По окончании училища поступил на работу на Савёловский машиностроительный завод. В 1961 году вступил в КПСС.
Ю. М. Блохин достиг высоких трудовых показателей. Он рационализатор, лучший наладчик завода, инициатор выполнения пятилетнего плана за 4 года. Делегат 25 съезда КПСС.
26 апреля 1971 года Указом Президиума Верховного Совета СССР ему присвоено звание Героя Социалистического Труда.
Умер Блохин в 1982 году.
Награждён  орденом Трудового Красного Знамени, «Знаком Почёта» и медалями.